# Pharaoh (gruppo musicale)
I Pharaoh sono stati un gruppo musicale statunitense power metal nato nel 1998 con all'attivo cinque album in studio. Il frontman Tim Aymar è stato anche il cantante del gruppo heavy metal di Chuck Schuldiner, i Control Denied. Nel 2023 il gruppo annuncia la morte di Aymar, e il conseguente scioglimento del progetto.

## Formazione

### Ultima
- Tim Aymar - voce
- Matt Johnsen - chitarra
- Chris Kerns - basso
- Chris Black - batteria

### Ex componenti
- Keith Barnard - chitarra

## Discografia

### Album in studio
- 2003 - After the Fire
- 2006 - The Longest Night
- 2008 - Be Gone
- 2012 - Bury the Light
- 2021 - The Powers That Be

### EP
- 2006 - Ten Years